# Jacek Socha

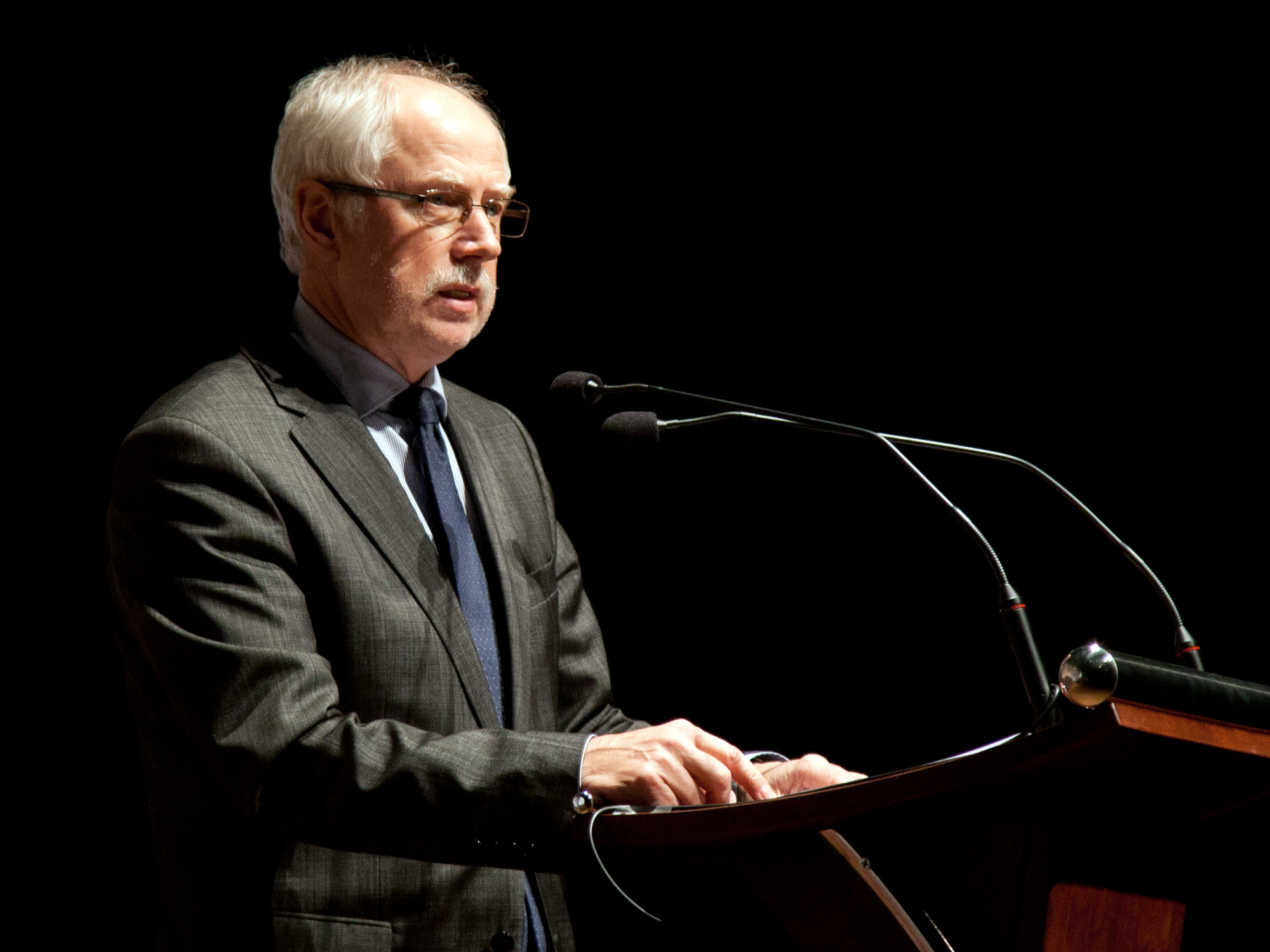
Jacek Socha im April 2013

Jacek Franciszek Socha (* 9. September 1954 in Paczków) ist ein polnischer Ökonom und Politiker. Er leitete in den Jahren 2004 und 2005 das polnische  Ministerium für Staatsvermögen.

## Leben
Socha studierte an der wirtschaftswissenschaftlichen Fakultät der Universität Warschau sowie (Anfang der 1990er Jahre) am Institut für Kapitalmärkte bei der United States Securities and Exchange Commission. Von 1980 bis 1982 war er an der Warschauer Szkoła Główna Handlowa  tätig. Ab 1990 arbeitete er an der Polnischen Akademie der Wissenschaften. Ab 1991 war er Direktor, danach stellvertretender Vorsitzender und schließlich Vorsitzender der 2006 aufgelösten, polnischen Wertpapier- und Börsenkommission (Komisja Papierów Wartościowych i Giełd). Vom 2. Mai 2004 bis zum 19. Oktober 2005 diente er als Minister des Schatzamtes im Kabinett von Marek Belka. Seit 2005 ist er in der Geschäftsführung der polnischen Niederlassung von PricewaterhouseCoopers tätig.
Socha ist Autor von Büchern wie Veröffentlichungen über Kapitalmärkte, darunter Zrozumieć giełdę (1992, Das Verständnis der Börse), Rynek-giełda-inwestycje (1998, Markt-Börse-Investition) und Rynek papierów wartościowych w Polsce (2003, Wertpapiermarkt in Polen). Er ist Ehrenmitglied des polnischen Verbandes der Börsenmakler und -Berater (Związek Maklerów i Doradców) sowie der Kammer der Börsenmaklerunternehmen (Izba Domów Maklerskich).
Socha gilt als einer der Architekten des polnischen Kapitalmarktes. Unter ihm wurde die bislang größte Privatisierung und Börsengang eines Unternehmens in Polen, der Bank PKO BP, realisiert. Für seine Verdienste wurde Socha 2011 mit dem Komturkreuz mit Stern des Ordens Polonia Restituta ausgezeichnet. Er ist verheiratet und hat zwei Kinder.